# Museu de Fòssils i Minerals
El Museu de Fòssils i Minerals és un museu de la ciutat espanyola de Melilla situat al Parc Granja Escola Rei Felip VI i concretament en el Centre d'Interpretació de la Naturalesa “Enginyer Ramón Gavilán”.
Creat per la Ciutat Autònoma de Melilla en 2015, després de l'adquisició, per part de la ciutat, de les peces d'una col·lecció particular que, posteriorment, s'ha anat ampliant amb la donació i compra de nous exemplars a fi de completar diferents famílies per a ajudar a l'estudi i enteniment de la vida al llarg de la prehistòria.
Actualment, el Museu de Fòssils i Minerals de Melilla compta amb 130 peces que abasten diferents edats geològiques, diferenciant-se des d'estromatòlits, goniatites, orthoceras, trilobites… fins a mol·luscos recents. És una col·lecció formada fonamentalment per restes d'animals d'origen marí.